# Artafern Mlađi
Artafern Mlađi (perz. Artafarnah: „Slava pravde“) je bio sin Artaferna Starijeg, nećak Darija Velikog, general u službi Perzijskog Carstva i satrap Lidije.

## Politički život
Nakon neuspješnog Mardonijevog pohoda protiv Grčke godine 492. pr. Kr. u kojem je velik dio mornarice stradao u oluji, perzijski vladar Darije Veliki imenovao je Datisa i Artaferna Mlađeg zapovjednicima vojske koja je krenula u kažnjenički pohod protiv Atene i Eretrije. Unatoč tome što je Artafern imao viši čin od Datisa, čini se kako je bio inferiorniji u vojnim taktikama pa je Datis praktički bio pravi zapovjednik vojske. Perzijska vojska okupila se u Ciliciji gdje su imali 600 brodova. Prvu su zaplovili prema Samosu, a zatim do Ciklada. Tamo su poharali Naksos, nakon čega su se svi okolni otoci predali u ruke Perzijancima. Također, osvojili su i polise Karist i Eretriju na Eubeji, odakle su krenuli prema svom konačnom cilju, gradu Ateni.
Perzijska mornarica pristala je uz obalu Atike odnosno u Maratonskom zaljevu; oko 40 km od Atene. Atenjani su bili pod zapovjedništvom Miltijada Mlađeg koji je imao najviše iskustva o borbama protiv Perzijanaca, a njegove snage zauzele su dva prolaza na Maratonskoj ravnici. Protivničke snage mirovale su pet dana, nakon čega je Artafern Mlađi odlučio povesti cijelu konjicu i dio pješaštva u direktni napad na Atenu. Kada su Atenjani vidjeli da su Perzijanci raspolovili snage, kako nema opasnosti od konjice za hoplite i kako je Atena u opasnosti, odlučili su u praskozorje šestog dana napasti ostatke perzijskih snaga. Unatoč brojčanoj inferiornosti, teško oklopljeni atenski hopliti uspjeli su poraziti perzijsku vojsku napadajući ih s bokova. Perzijanci su potom brodovima napustili bojište. Herodot spominje kako su Perzijanci imali 6.400, Atenjani 192, a Platejci 11 gubitaka, no njegovi podaci ne smatraju se pouzdanima.
Nakon što su Perzijanci napustili bojište, Atenjani su marširali što je brže moguće prema Ateni da je spase od ostatka perzijske vojske. Uz obalu pokraj Pireja stigli su na vrijeme i time spriječili iskrcavanje Perzijanaca pokraj Atene, nakon čega se Artafern odlučio povući u Malu Aziju. U vrijeme Kserksove ekspedicije protiv Grčke 480. pr. Kr. služio je kao satrap Lidije i Mizije, odnosno predvodio kontigente tih dvaju satrapija.

## Poveznice
- Darije Veliki
- Artafern Stariji
- Datis
- Bitka kod Maratona
- Perzijsko Carstvo

| Prethodnik:                            | Satrap Lidije (492. - 470-ih pr. Kr.) | Nasljednik:                                                                              |
| Artafern Stariji (513. - 492. pr. Kr.) | Satrap Lidije (492. - 470-ih pr. Kr.) | Nepoznato (470-ih - 440-ih pr. Kr.) ____________________ Pisutno (440-ih - 415. pr. Kr.) |

## Vanjske poveznice
- Artafern (Artaphernes), AncientLibrary.com  Arhivirana inačica izvorne stranice od 20. studenoga 2010. (Wayback Machine)
- Popis lidijskih satrapa (Livius.org, Jona Lendering)  Arhivirana inačica izvorne stranice od 6. ožujka 2009. (Wayback Machine)